# 최은지 (캐스터)
최은지(1976년 ~ )는 대한민국의 전직 및 배우다.

## 개요
1999년 iTV 공채를 통해 MC로 데뷔하였다.

## 출연

### 영화
- 2004년 시린 귀를 감싸며 - 서영 역
- 2004년 내 남자의 로맨스 - 숍 매니저 역
- 2005년 레드 아이 - 희주 엄마 역
- 2005년 파송송 계란탁 - 귀녀 역
- 2005년 내 생애 가장 아름다운 일주일 - 리포터 역
- 2008년 서양골동양과자점 앤티크 - 기자 1 역
- 2011년 챔프 - 여자 아나운서 역
- 2012년 인류멸망보고서

### 방송
- itv 열전! 게임챔프 ... MC (1999년 11월 15일 ~ 2000년 2월 11일)
- KBS1 가족오락관 ... 게스트 (2004년 4월 10일, 2005년 6월 18일, 2005년 9월 10일)